# Calliscelio hubo
Calliscelio hubo är en stekelart som beskrevs av Mikhail Vasilievich Kozlov och Lê 2000. Calliscelio hubo ingår i släktet Calliscelio och familjen Scelionidae. Inga underarter finns listade.